# Antocha griseipennis
Antocha griseipennis är en tvåvingeart som först beskrevs av Alexander 1920.  Antocha griseipennis ingår i släktet Antocha och familjen småharkrankar.
Artens utbredningsområde är Etiopien. Inga underarter finns listade i Catalogue of Life.